# Матильда Ланкастерская, графиня Лестер
Матильда Ланкастерская или Мод Ланкастерская (англ. Maud of Lancaster; 4 апреля 1339, Болингброк, Линкольншир, Королевство Англия — 10 апреля 1362) — английская аристократка из королевской династии Плантагенетов, графиня Лестер в своём праве (suo jure) с 1361 года, старшая дочь Генри Гросмонта, герцога Ланкастера, жена Вильгельма I Баварского.

## Биография
Матильда была старшей из двух дочерей Генри Гросмонта, герцога Ланкастера, и его жены Изабеллы де Бомонт. Её отец был последним мужчиной в Ланкастерской ветви династии Плантагенетов, так что Матильда оказалась наследницей обширных владений и ряда титулов. Ещё пятилетним ребёнком, 1 ноября 1344 года, она была обвенчана с Ральфом Стаффордом, старшим сыном и наследником 1-го графа Стаффорда. Однако её муж вскоре умер (не позже 1347 года). В 1352 году Матильду выдали замуж во второй раз — теперь за Вильгельма Виттельсбаха, одного из трёх правителей Нижней Баварии. Брак оказался несчастливым: единственная дочь умерла уже в 1356 году, Вильгельм, ставший графом Голландии, Зеландии и Геннегау, в 1357 году начал подавать признаки безумия и был отстранён от управления. Регентом стал брат графа Альбрехт. Матильда конфликтовала с деверем, и в 1361 году она даже поддержала восстание против него в зеландском Мидделбурге. Тем не менее Альбрехт сохранил власть, а после смерти Вильгельма в 1388 году унаследовал от него все три графства.
23 марта 1361 года умер от чумы Генри Гросмонт. Его титул герцога Ланкастерского вернулся к короне, а титулы графа Лестер, Линкольн и Дерби с соответствующими земельными владениями теперь должны были перейти к дочерям. Матильда, узнав о смерти отца, вернулась в Англию. В июле того же года она заключила соглашение с младшей сестрой Бланкой (женой Джона Гонта, одного из сыновей короля Эдуарда III), по которому получала земли в Глостершире, Херефордшире, Лестершире и Валлийской марке, а также титул графини Лестер в своём праве (suo jure).
Уже 10 апреля 1362 года Матильда внезапно умерла (вероятно от чумы, как и отец). Она не оставила после себя детей, так что все её владения перешли к младшей сестре, а потом к сыну последней Генриху Болингброку, ставшему в 1399 году королём Англии и основателем Ланкастерской династии. Наследство Матильды стало необходимой материальной базой для возвышения Ланкастеров.